# Матия (станция)

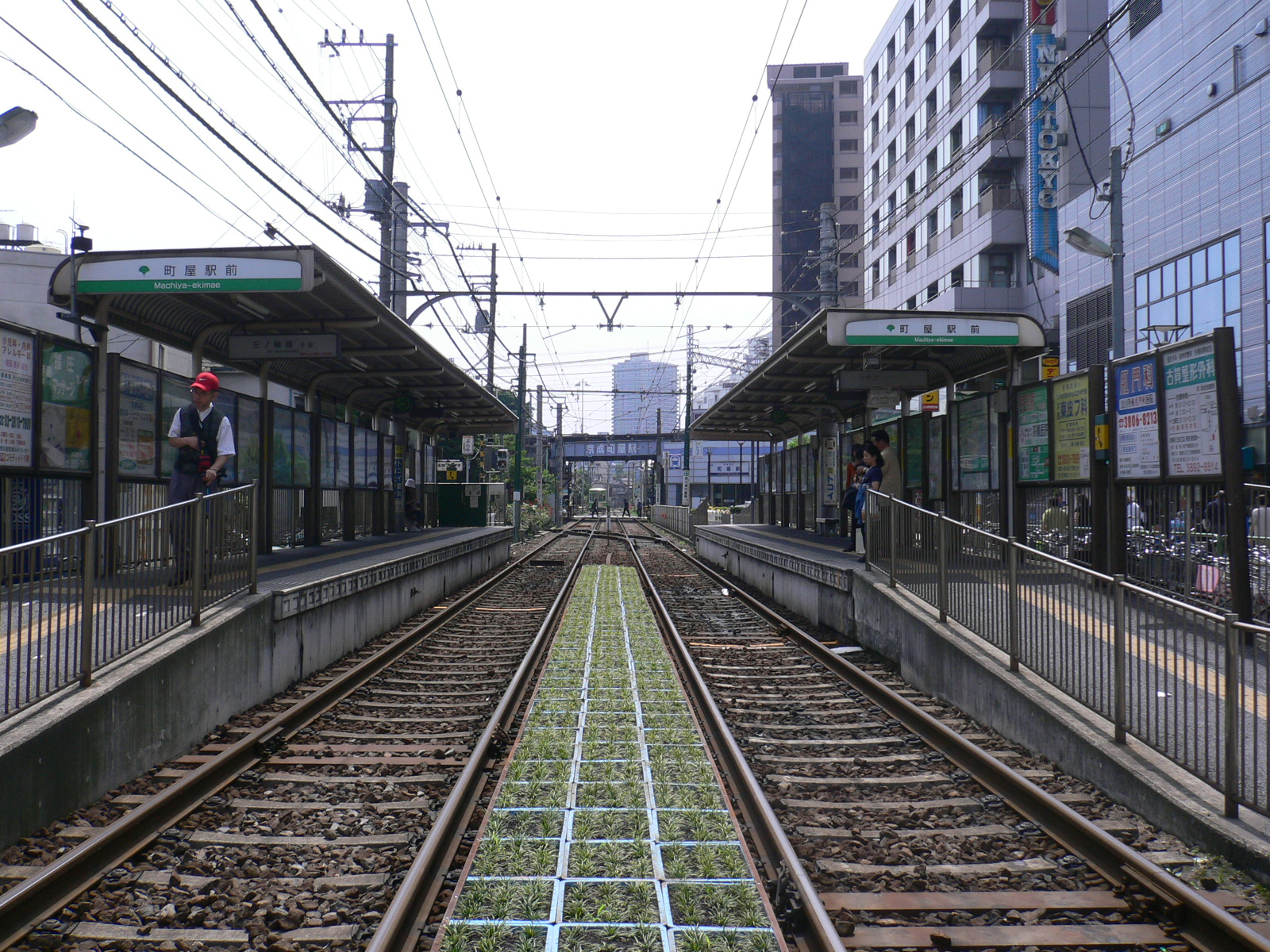
Платформы линии Тодэн-Аракава

Станция Матия (яп. 町屋駅 матия эки) — железнодорожная станция на линиях Кэйсэй и Тиёда, расположенная в специальном районе Аракава, Токио. Станция обозначена номером C-17 на линии Тиёда. Станция линии Тодэн-Аракава носит название Станция Матия-Экимаэ (яп. 町屋駅前停留場 матия экимаэ тэйрю:дзё:). На станции установлены автоматические платформенные ворота.

## Линии
- Keisei Electric Railway
  - Линия Кэйсэй
- Tokyo Metro
  - Линия Тиёда
- Tokyo Metropolitan Bureau of Transportation
  - Линия Тодэн-Аракава

## История
- 1 апреля 1913 — открыта станция линии Тодэн-Аракава.
- 19 декабря 1931 — открыта станция линии Кэйсэй.
- 20 декабря 1969 — открыта станция линии Тиёда.

## Планировка станции

### Линия Кэйсэй
Одна платформа островного типа и 
| 1 | ■Линия Кэйсэй | Ниппори・Кэйсэй-Уэно                                                 |
| 2 | ■Линия Кэйсэй | Аото・Кэйсэй-Такасаго・Кэйсэй-Фунабаси・Кэйсэй-Тиба・Аэропорт Нарита |

### Линия Тиёда
Две платформы бокового типа и два пути.
| 1 | ○ Линия Тиёда | Ниси-Ниппори, Отэмати, Омотэсандо, Ёёги-Уэхара, Каракида (Линия Тама) |
| 2 | ○ Линия Тиёда | Кита-Сэндзю, Аясэ, Абико (JR East Линия Дзёбан)                       |

## Близлежащие станции
| «              |  | Линия               |  | »                |
| -------------- |  | ------------------- |  | ---------------- |
| Ниси-Ниппори   |  | Линия Тиёда         |  | Кита-Сэндзю      |
| Син-Микавасима |  | Линия Кэйсэй        |  | Сэндзю-Охаси     |
| Матия-Нитёмэ   |  | Линия Тодэн-Аракава |  | Аракава-Нанатёмэ |